# The Kelpies
The Kelpies son esculturas de cabeza de caballo de 30 metros de altura que representan kelpies (espíritus del agua que cambian de forma), ubicados entre Falkirk y Grangemouth, pero los propios Kelpies están situados en Grangemouth, de pie junto a una extensión para el canal Forth and Clyde, y cerca del río Carron, en The Helix, un proyecto de zonas verdes construido para conectar dieciséis comunidades en el área del consejo de Falkirk, Escocia. Las esculturas fueron diseñadas por el escultor Andy Scott y se completaron en octubre de 2013. Las esculturas forman una puerta de entrada en la entrada este del canal Forth and Clyde, y la extensión del canal se construyó como parte del proyecto de transformación de tierras The Helix.
Las esculturas se abrieron al público en abril de 2014. Como parte del proyecto, tienen su propio centro de visitantes y se sientan junto a una extensión y piscina giratoria de canal recientemente desarrollada. Esta ampliación del canal vuelve a conectar el canal Forth and Clyde con el río Forth y mejora la navegación entre el este y el oeste de Escocia.